# Giro Apo T' Oneiro
Giro Apo T' Oneiro är ett studioalbum av den grekisk-svenska sångaren Helena Paparizou. Det gavs ut den 29 mars 2010 och innehåller 13 låtar.

## Låtlista
| Nr  | Titel                      | Längd |
| --- | -------------------------- | ----- |
| 1.  | San Kai 'Sena              | 3:48  |
| 2.  | An Isouna Agapi            | 4:17  |
| 3.  | Psahno Tin Alitheia        | 3:09  |
| 4.  | Girna Me Sto Htes          | 4:23  |
| 5.  | Tou Erota To Aima          | 3:31  |
| 6.  | Oneiro (Chemical)          | 3:48  |
| 7.  | Filarakia                  | 3:16  |
| 8.  | Stin Korifi Tou Kosmou     | 3:22  |
| 9.  | Thalassa                   | 4:18  |
| 10. | Den Allazo                 | 3:23  |
| 11. | Siga, Psithirista (Friend) | 3:37  |
| 12. | Tha 'Mai Allios            | 3:05  |
| 13. | Dancing Without Music      | 3:31  |